# Gustav Jäger (zoolog)
 Der er flere personer med dette navn, se Gustav Jäger.
Gustav Jäger (født 23. juni 1832, død 13. maj 1917) var en tysk zoolog og læge
Jäger virkede som professor i zoologi med mere i Stuttgart indtil 1884 og levede siden som læge i samme by. Han var ivrig tilhænger af Darwin og har udgivet adskillige arbejder vedrørende dennes lære, men er mest bekendt som beklædningshygiejniker, idet han har fremstillet en normalunderbeklædning som erstatning for uldbeklædning. Hans
system har vundet megen udbredelse, men også mødt særdeles kraftig modstand.